# Placerville (Califòrnia)
Placerville és una població dels Estats Units a l'estat de Califòrnia. Segons el cens del 2000 tenia 9.610 habitants.

## Demografia
Segons el cens del 2000, Placerville tenia 9.610 habitants, 4.001 habitatges, i 2.484 famílies. La densitat de població era de 639,7 habitants/km².
Dels 4.001 habitatges en un 31,3% hi vivien nens de menys de 18 anys, en un 41,7% hi vivien parelles casades, en un 15,9% dones solteres, i en un 37,9% no eren unitats familiars. En el 31,2% dels habitatges hi vivien persones soles el 14,3% de les quals corresponia a persones de 65 anys o més que vivien soles. El nombre mitjà de persones vivint en cada habitatge era de 2,34 i el nombre mitjà de persones que vivien en cada família era de 2,9.
Per edats la població es repartia de la següent manera: un 25,6% tenia menys de 18 anys, un 8,8% entre 18 i 24, un 26,2% entre 25 i 44, un 22% de 45 a 60 i un 17,4% 65 anys o més.
L'edat mitjana era de 38 anys. Per cada 100 dones de 18 o més anys hi havia 78,8 homes.
La renda mitjana per habitatge era de 36.454 $ i la renda mitjana per família de 46.875 $. Els homes tenien una renda mitjana de 36.711 $ mentre que les dones 28.095 $. La renda per capita de la població era de 19.151 $. Entorn del 9,3% de les famílies i el 12,1% de la població estaven per davall del llindar de pobresa.

## Poblacions més properes
El següent diagrama mostra les poblacions més properes.